# Mansren-Koreri-Bewegung
Die Mansren-Koreri-Bewegung (auch Mansren-Kult genannt) war der erste Cargo-Kult in Melanesien. Diese Bewegung löste eine langjährige Tradition mehrerer religiös-politisch ambitionierter, millenaristischer Ereignisse aus. Die Gläubigen lebten in der Erwartung der Wiederkehr der Ahnen, die westliche Waren mitbringen würden. Symbolische Ersatzhandlungen der Wiederkehr unterstützten diese Erwartung. Schauplätze dieses Kultes waren die Schouten-Inseln (Biak, Numfor) in der Cenderawasih-Bucht. Heute gehört die Inselgruppe zur Provinz Papua, Westneuguinea.
Die Mansren-Koreri-Bewegung war gleichzeitig die längste Cargo-Bewegung, denn sie ereignete sich in den Jahren zwischen 1857 und 1901. Der Kult hielt sich – unter verschiedenen Führern, wie Korano Baibo u. a. – in verschiedenen Formen somit etwa 44 Jahre lang. Propheten verkündeten in dieser Zeit mehrfach die Ankunft des Kult-Idols Mansren, der die Welt erschaffen habe, um dann in den „Westen“ zu verschwinden. Aus dieser Richtung würden die ersehnten Cargo-Güter kommen. Der Mansren-Kult nahm einen Charakter an, den die in der Region vorherrschenden Kolonialisten als Bedrohung des eigenen Machtanspruchs wahrnahmen, da es Opfer unter ihnen gab.

## Mythos Mansren
Die Mansren-Koreri-Bewegung basierte anfänglich auf dem „Mythos von Mansren“, welcher traditionellen Ursprungs- und Schöpfungsmythen folgte:

Der Mythos erzählt: Ein alter, hässlicher Mann, der sich gelegentlich Palmwein zubereitet und allein auf einer einsamen Insel lebt, wird eines Tages bestohlen. Der gestellte Weindieb namens Morgenstern (Venus) bettelt sich frei, indem er dem alten Mann drei Wünsche zu erfüllen verspricht. Die Wünsche des alten Mannes sind erstens Schönheit und Jugend. Weiterhin wünscht er sich ein Zauberholz, das alle in den Sand gezeichneten Bilder Wirklichkeit werden lässt, und drittens wünscht er sich eine Frucht, die, auf eine Frau geworfen, diese schwanger werden lässt. Schon bald gebiert ein junges Mädchen einen Sohn, der den alten Mann als Vater entlarvt, woraufhin das ungleiche Paar aus dem Dorf verstoßen wird. Seinen Sohn nennt er Konor. Die Fortreise gelingt kraft eines durch das Zauberholz geschaffenen Kanus. Unterwegs erschafft der alte Mann die einzelnen Inseln Melanesiens als Spielplatz für seinen Sohn. Seine Frau erfreut er dadurch, dass er seine alte Haut abstreift, um als strahlender Schönling ihr Herz zu erobern. Diese nennt ihn Mansren (Manseren Mangundi). Um seiner Frau Gesellschaft zu bieten, erschafft er die Menschen und gibt ihnen Recht und Ordnung für ein gedeihliches Zusammenleben. Er selbst steht der Gesellschaft als langjähriger Regent vor. Eines Tages allerdings endet das Glück, da sich verschiedene Völker gegen Mansren erheben. Er verlässt daher sein Reich und geht in ein fernes Land im Westen, wo traditionell das Totenreich der Melanesier liegt. Die von dort kommenden Weißen – bleich wie die Toten – mussten nach Auffassung der Völker von Mansren gesegnet sein. Bevor Mansren eines Tages selbst wiederkehren würde, würde sein Bote erscheinen, sein Sohn Konor. In dem Goldenen Zeitalter des Koreri würden Einheit, Überfluss, Friede und Harmonie herrschen.
Der Kult als Mansren-Koreri-Bewegung lässt sich als die Wiederkunft der mythischen Gestalt Mansren im goldenen Zeitalter des Heilsreichs (Koreri) verstehen. Der mythische Begriff Koreri leitet sich von „rér“ ab, was bedeutet: „die Haut wechseln“, und bezieht sich auf das Hautwechseln der Toten beim Eintritt in das Totenreich beziehungsweise nach anderer Auslegung auf das Erreichen eines statischen Zustands, frei von allen Problemen wie Krankheit, Elend, Not oder Tod.

## Mythos Koreri
Im Vogelkopf-Gebiet und auf hierzu benachbarten östlichen Inseln bestanden – lange vor der Zeit des Kolonialismus – Bewegungen, die es zum Ziel hatten, Koreri herzustellen. Geschichtlich geht Koreri auf die Erkenntnisse eines alten Mannes zurück, der Glückseligkeit anpries. Es mussten hierzu die Gebote Manarmakeris eingehalten werden. Diese bestünden darin, dass sämtliche landwirtschaftlichen Gaben aufgegeben werden müssten. Die Felder sollten verwüstet werden und Vieh, wie Schweine, getötet. Sämtlicher Lebensgrundlagen beraubt, würde die Bevölkerung so den unbedingten Beweis dafür erbringen, dass die baldige Ankunft Koreris bevorstehe und damit schlaraffenlandähnliche Verhältnisse. Die Bewegungen begannen meist mit dem Auftritt eines Mannes, der behauptete, Konor, Sohn des Mansren (Manseren Mangundi), zu sein. Der vermeintliche Konor behauptete, dass ihm im Traum ein Wissen zugefallen sei, das ihn als Propheten für die Rückkehr des Heilsbringers vorbereite. Er stützte sich dabei auf den Glauben an Mansren, dessen Rückkehr – zeitlich zwar unbestimmt – ohnehin erwartet wurde. Die anfängliche Skepsis des Volkes musste er zerstreuen, da Konor-Prätendenten nicht auf Anhieb geglaubt wurde, und stellte sich der notwendigen Deputation zur Untersuchung in der Sache. War er akzeptiert, wurden nächtliche Singfeste anberaumt. Am Folgetag wurden die Äcker zerstört.

## Konor verkündet den Cargo-Kult
1857 begann der erste Cargo-Kult. Es erschien ein Mann, der sich Konor nannte. Wenngleich die ersten Propheten noch wenig Einfluss hatten, erschienen 1867 und 1883 weitere Konors. 1886 wurde die Ankunft von Schiffen mit den ersehnten Gütern (cargo) angekündigt. Erste anti-weiße Tendenzen beeinflussten den Mansren-Glauben, weshalb Angriffe auf eine Fabrik sowie die Ermordung eines weißen Kolonialbeamten und Meutereien zur See folgten.

## Die Phasen der Bewegung
Erste Verhaftungen ab 1900 ließen die Mansren-Koreri-Bewegung 1901 auslaufen. Unter dem Führer Mangginomi startete die zweite Phase der Mansren-Koreri-Bewegungen in Numfor. Sie umfasste den Zeitraum zwischen 1909 und 1917. Eine dritte Phase lag zwischen 1928 und 1937.